# 長柄ダム (香川県)
長柄ダム（ながらダム）は、香川県綾歌郡綾川町、二級河川・綾川本流上流部に建設されたダムである。
香川県が管理する県営ダムで、高さ30メートルの重力式コンクリートダム。青森県の沖浦ダム（浅瀬石川）に次いで日本で二番目に施工が開始された歴史の古い多目的ダムであり、綾川の洪水調節と下流域の慣行水利権分の農業用水を供給する不特定利水を目的としている。1995年（平成7年）よりダムのかさ上げと総貯水容量増大を目的としたダム再開発事業が計画されている。ダムによって形成された人造湖は長柄湖と命名され、香川のみどり百選に選定されている。なお、同一名称のダムが千葉県市原市にも存在する。

## 概要
讃岐山脈に水源を発した後、香川県中讃地方を北流し瀬戸内海に注ぐ二級河川綾川の上流部、綾川町東分に香川県により建設されたダム。ダム下流の利水・治水に利用される多目的ダムである。周辺は四国のみち・香川県水辺を歩くみち8番「長柄ダムとサクラのみちコース」である。
1995年からダム再開発事業が行われている。計画によると全体事業費は約160億。長柄ダム本体の改修（堤高が30mから42mになる）や田万ダムとの間に田万・長柄導水トンネルを建設する。これにより長柄ダムの貯水容量が大幅増加するとともに、洪水調節方式が一定量放流方式から自然調節方式になり、治水・利水両面でのダム機能が強化される。また綾川流量の安定確保による流域環境の保護も期待されているが、鳩山由紀夫政権時代の国土交通大臣・前原誠司によりダム事業再検証の対象ダムに指定されており、事業の進捗は遅れている。

## 沿革
- 1935年 - 香川県の事業としてダム建設事業が開始される
- 1944年 - 戦時決戦措置法により事業が中止される
- 1949年 - 事業再開する
- 1953年 - 完成する
- 1995年 - 再開発事業が開始される

## 周辺
- 柏原渓谷
- 高山航空公園
- さぬき空港公園

## 参考資料
- 長柄ダム 香川県
- 綾川ダム群再開発事業